# Cribrobaggina
Cribrobaggina es un género de foraminífero bentónico de la subfamilia Baggininae, de la familia Bagginidae, de la superfamilia Discorboidea, del suborden Rotaliina y del orden Rotaliida. Su especie tipo es Cribrobaggina socorroensis. Su rango cronoestratigráfico abarca el Holoceno.

## Clasificación
Cribrobaggina incluye a las siguientes especies:
- Cribrobaggina reniformis
- Cribrobaggina socorroensis